# 魔法にかけられた湖
『魔法にかけられた湖』（まほうにかけられたみずうみ、ロシア語: Волшебное озеро）作品62はアナトーリ・リャードフが作曲した管弦楽曲。副題は『おとぎ話の絵』（Сказочная картинка）。1908年または1909年の作曲。演奏時間は約7分。

## 作曲の経緯
リャードフは1878年にペテルブルク音楽院を卒業した直後から、オペラ『シンデレラ』（Золушка）に着手する。しかし、作曲の師であるニコライ・リムスキー＝コルサコフや評論家ウラディーミル・スターソフに度々励まされ、促されたにもかかわらず、大規模な作品を完成することができない性格が災いし、作曲に熱中したかと思うと長期間放り出すということを、10年以上繰り返し行った挙句、ついに作曲を放棄してしまった。晩年に至って、完成されなかったオペラのスケッチは、2つの管弦楽曲の素材として再利用された。1つは『キキーモラ』で、もう1つが本作である。枝の上でよろめくルサルカを描写した場面の楽想を曲の一部に使用している。

## 初演
1909年2月21日にニコライ・チェレプニンの指揮によりサンクトペテルブルクで初演された。指揮を執ったチェレプニンに献呈されている。

## 編成
フルート3、オーボエ2、クラリネット3、ファゴット2、ホルン4、ティンパニ、タムタム、チェレスタ、ハープ、弦五部。

## 曲の構成
絵心のあったリャードフは、楽想の断片とともに岸辺に葦やエゾマツが生えている湖を描いた文書を残している。この曲を作曲中に思い浮かんだ湖をスケッチしたと考えられている。
低弦の響きで開始され、湖に立つさざ波を表現したと思われる短い断片的なメロディが次々に現れては消えていく。最後は冒頭の雰囲気に戻る。